# Plaque d'immatriculation croate

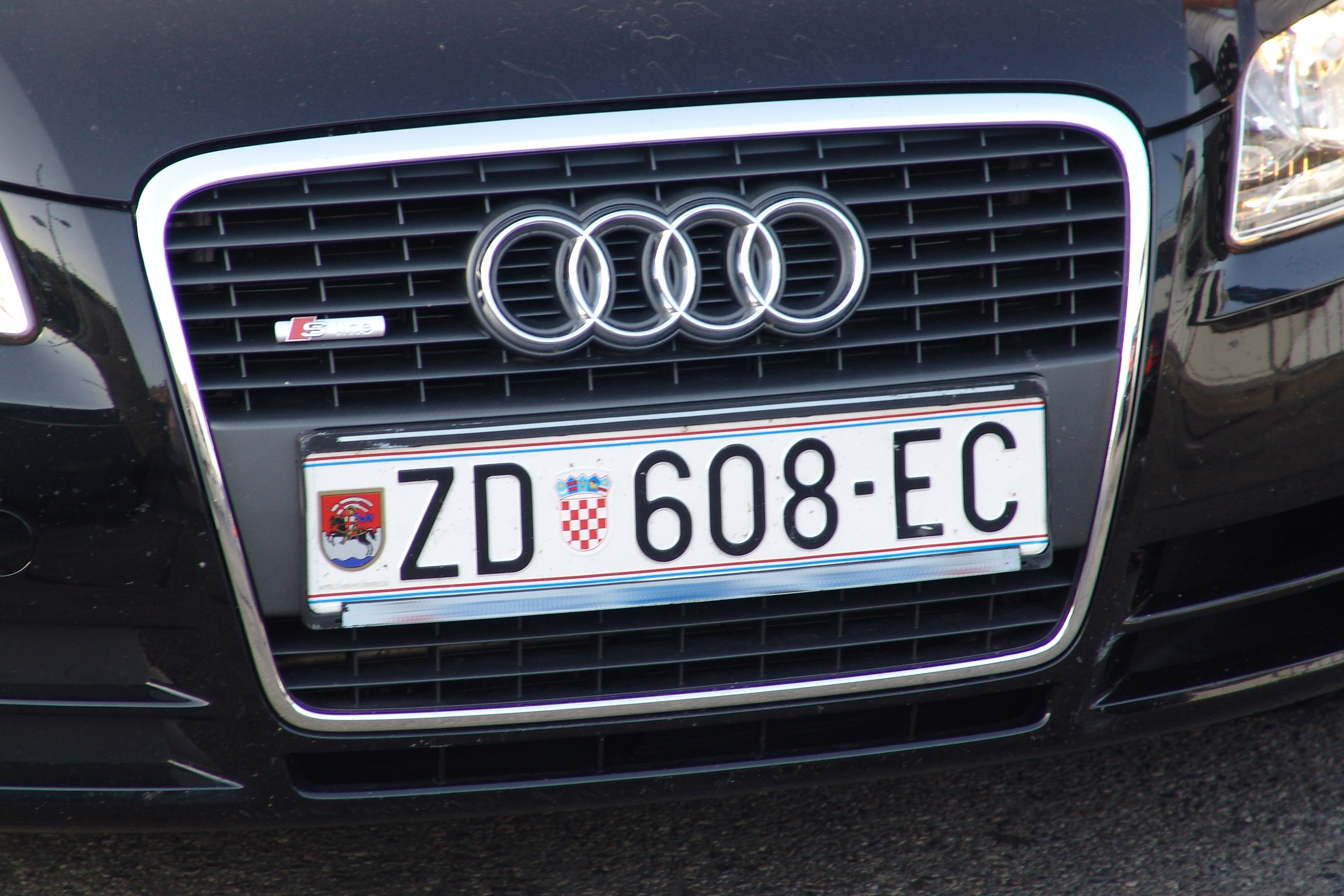
Plaque d'immatriculation standard croate (Un sticker personnalisé a été apposé sur une partie vierge).

La plaque d'immatriculation croate, de forme rectangulaire et de format européen (520 mm x 110 mm), comporte une identification en noir sur fond blanc composée de deux lettres séparées par les armoiries de la Croatie, de trois chiffres et de deux lettres (ex. :  ZG123-AB). Les deux premières lettres correspondent à la ville d'ou le propriétaire du véhicule est domicilié. 

## Historique
Depuis l'indépendance de la Croatie, les plaques d'immatriculation n'ont connu qu'une seule révision.

### 1991-2016

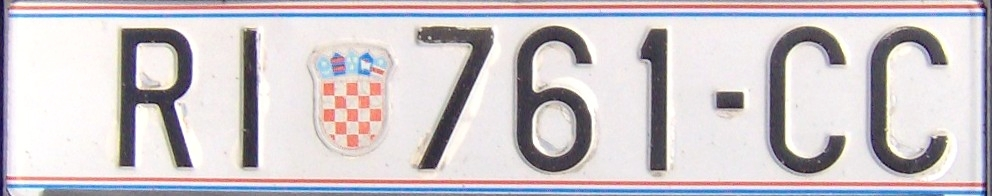
Plaque émise avant 2016.

Les plaques d'immatriculation croates sont au format européen standard, à caractères noirs sur fond blanc uni, de format ZZ123-AB. Les deux premières lettres correspondent au Comitat d'immatriculation du véhicule, et sont séparées du numéro d'immatriculation par les armoiries.

### Depuis 2016
Les plaques d'immatriculation furent modifiées en 2016, à la suite de l'adhésion du pays à l'Union européenne.
L'Eurobande bleue a été ajoutée à la gauche de la plaque d'immatriculation, avec le code du pays HR (Hrvatska)

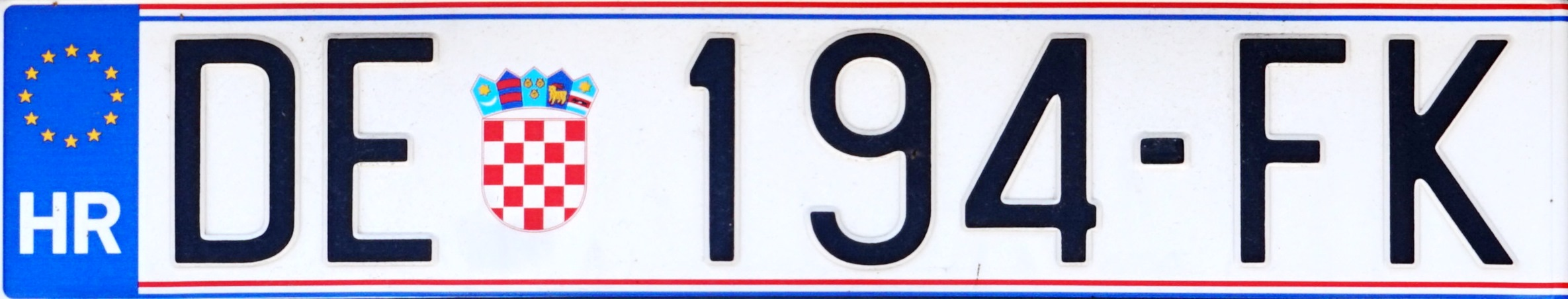
Plaque émise depuis 2016.

Des bandes tricolores rouge-blanc-bleu furent également ajoutées sur les bordures supérieure et inférieure de la plaque, de façon similaire à l'Autriche.

## Plaque personnalisée
Il est possible aux propriétaires d'avoir une plaque d'immatriculation personnalisée, celle-ci étant payante. Il est possible de choisir son immatriculation dans la série standard, ou d'utiliser un mot de 4 à 7 lettres et d'un ou deux chiffres. Celles-ci sont cependant très rare à apercevoir, puisque le coût de la personnalisation est élevé (8000 HRK, soit environ 1000 euros). De plus, elles ne sont valides que pour cinq ans.

## Code des villes
Les codes suivants peuvent être aperçus sur les plaques croates. Au nombre de 36, ils identifient des villes d'importance et les propriétaires de véhicules domiciliés dans des villes environnantes recevront une plaque comprenant le code de cette ville d'importance. 
| - BJ - Bjelovar - BM - Beli Manastir - ČK - Čakovec - DA - Daruvar - DE - Delnice - DJ - Đakovo - DU - Dubrovnik - GS - Gospić - IM - Imotski - KA - Karlovac - KC - Koprivnica - KR - Krapina - KT - Kutina - KŽ - Križevci - MA - Makarska - NA - Našice - NG - Nova Gradiška - OG - Ogulin | - OS - Osijek - PS - Slatina (Ancien code ville de Podravska Slatina, renommée depuis Slatina) - PU - Pula - PŽ - Požega (nouveau code ville) - RI - Rijeka - SB - Slavonski Brod - SK - Sisak - SL - Slatina (nouveau code ville) - SP - Požega (Ancien code ville de Slavonska Požega, renommée depuis Požega) - ST - Split - ŠI - Šibenik - VK - Vinkovci - VT - Virovitica - VU - Vukovar - VŽ - Varaždin - ZD - Zadar - ZG - Zagreb - ŽU - Županja |